# Шабля

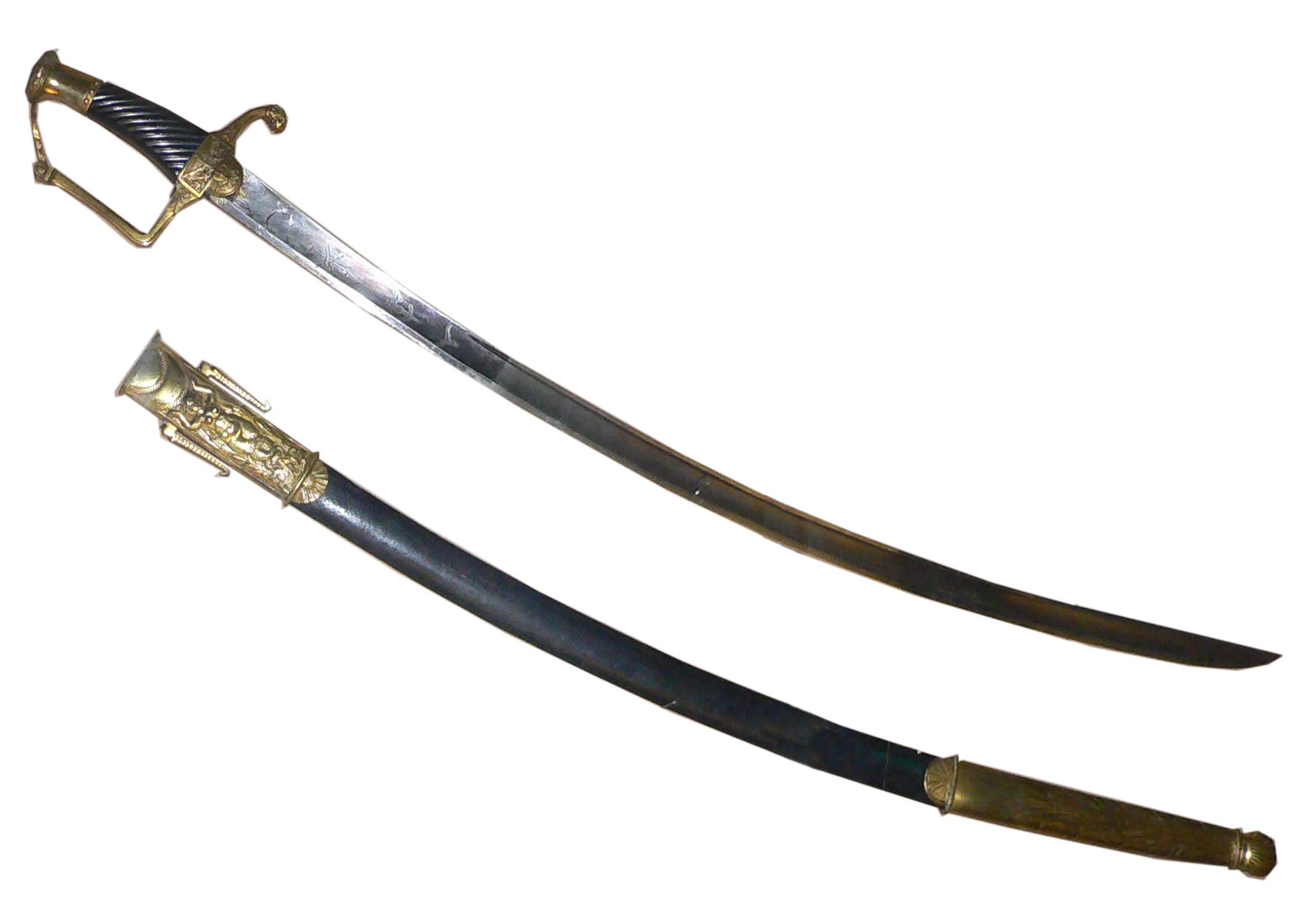
Французька шабля XIX сторіччя

Ша́бля — рід клинкової зброї. Характерною особливістю шабель є вигнуте довге лезо (зазвичай 80—110 см), як правило, загострене з однієї сторони (інколи з півторачним загостренням), з лезом вигнутим у бік обуха. Перші шаблі з'явились у XVII—XVIII ст. і до XIX—XX ст. були зброєю кочових народів. Завдяки еволюції зброї і військового мистецтва шабля й шашка тривалий час були переважним видом холодної зброї у військах багатьох країн Євразії та Америки до середини XX століття.
Шаблю використовували насамперед у кінноті, але й у пішому строю вона також часто ставала у пригоді. Її перевагою над мечем була значно менша вага, яка дозволяла суттєво прискорювати ударно-захисні дії. Поряд із цим, силу удару й глибину заглиблення надолужували за рахунок кривини «робочої частини» леза, яка давала можливість в ударі використати «різальний» ефект. У порівнянні зі шпагою, шабля вигравала за рахунок здатності завдавати важкі рубані й різані рани, які для швидкісної кінноти були головною перевагою у рухливому бою як проти ворожої кінноти, так і піхоти.

## Етимологія
Слово «шабля» походить від угор. szablya, етимологія якого неясна: чи від szabni («різати, кроїти»), чи воно є запозиченням з тюркських мов. Висловлювалася думка і про південнослов'янське посередництво запозичення слова до угорської мови (серб. сабља), і навіть про питомо слов'янське походження. Пізніша гіпотеза виводить слово з тунгусо-маньчжурських мов, через посередництво кипчацького selebe; звідки метатезою l-b > b-l та апокопою утворилося *seble, а далі й szablya (під впливом szabni). Серед можливих когнатів припускаються маньчж. seleme («кинджал») та евен. сэлэмэ («меч»), що виводяться від sele («залізо») доданням відіменникового суфікса -me. Наявність в українському слові звука /ш/ замість оригінального /с/ пояснюють польським або німецьким посередництвом при запозиченні.
Від угорського слова, ймовірно, походять і пол. szabla, і нім. Säbel, від якого утворилося французьке і англійське слово sabre.

## Історія
Рубальна зброя з кривим клинком відома ще в Стародавньому Світі, до неї належать давньоєгипетський хопеш і інші види бойових серпів, давньогрецькі копіс і махайра, фракійська сика, давньоримська фальката та ін.

## Технічна характеристика шабель
Головною деталлю шаблі є сталева штаба, що складається з клинка (бойової частини), званого також залізком, та хвоста, на який у той чи інший спосіб монтується держак.
| Будова шаблі | |
| ------------ | --- |
| Будова шаблі | - А — держак, руків'я (ефес) - 1 — голівка, головка - 2 — черен (ручка) - 3 — перехрестя — з'єднані з крижем ромбоподібні пластинки, призначені для надійного закріплення шаблі у піхвах і запобігання проникненню туди вологи - 4 — криж або хрест — перетинка для захисту кисті руки до котрої, може додаватися ланцюг або металевий каблук для захисту пальців (на ній також може кріпитися кільце на великий палець — додатковий важіль для керування зброєю) - 5 — гострій — різальний окраєць - 6 — тилій — незагострений бік клинка (залізка) - 7 — плаз — бічна площина клинка (залізка) - 8 — діл — жолобиця, що одночасно збільшує міцність і полегшує штабу - 9 — молоток (елмань) — збільшує міцність передньої — робочої — частини клинка - 10 — штих, жало — вістря зброї - В — клинок (лезо, залізко) - С — Застава — верхня частина леза від руків'я до пр. 1/3 довжини леза - D — Міць — середня частина леза - E — Перо — двосічний кінець леза (залізка) |

Шабля постійно перебувала у піхвах, які зазвичай, робилися з двох дерев'яних або металевих накладок, скріплених металевим устям (отвір для вкладання леза), двома рифами (перехоплювали піхви на початку і посередині, до них кріпились кільця (брайцари), за які чіплялись ремінці для носіння шаблі — шабельтаси) та наконечником. Дерев'яні накладки фарбували, або прикрашали шкірою чи коштовним оксамитом. Металеві деталі піхов могли бути оздоблені коштовним камінням, срібною, або золотою інкрустацією. Держак шаблі міг прикрашатися коштовностями, насічкою, чорнінням та гравіюванням. На залізках також зустрічаються прикраси у вигляді гравіювань та насічок, але лише на неробочій частині. Тут розміщалися і клейма майстрів-зброярів та відповідні написи і малюнки, що мали традиційний військовий та магічний зміст.

## Різновиди шабель

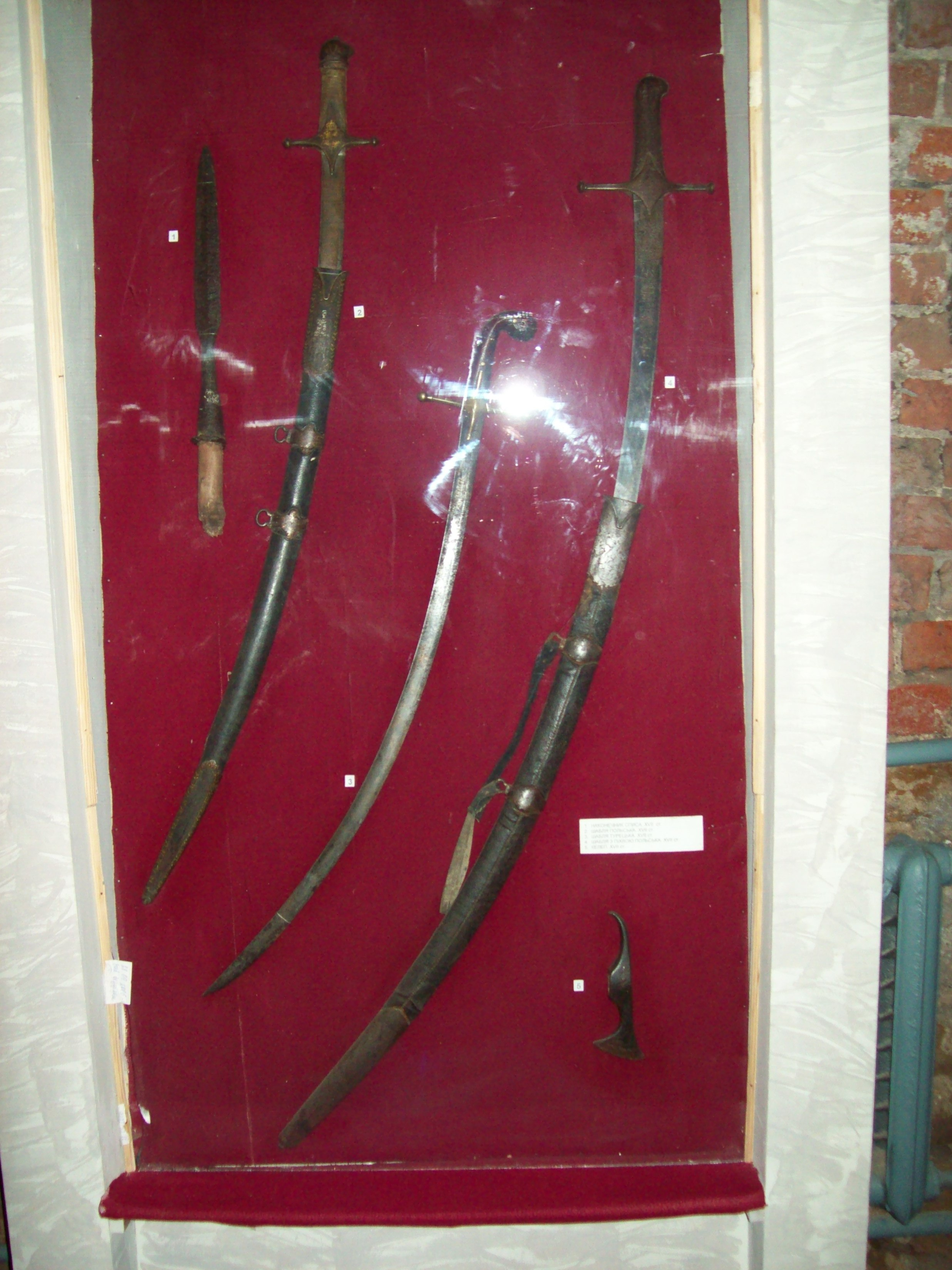
Козацькі шаблі, Острозький замок

Залежно від різновидів шабель є відмінності у руків'ях та формі леза. Так, в окремих архаїчних шаблях кавказького походження тонкий кінець леза має подвійне загострення і є трохи відігнутим, що дозволяло завдавати колючі удари (цьому сприяє і певний нахил руків'я у бік леза). Серед європейських шабель вирізняється угорський різновид (поширеним був у козаків), що характеризується слабким вигином леза, прямим руків'ям та довгою хрестовиною; польський тип шаблі «карабелі», у якої руків'я є прямим із короткою хрестовиною, не має бічної гарди і закінчується голівкою, стилізованою під голову орла. «Карабеля» має слабко вигнуте лезо. Відомі були і шаблі європейського походження з ледь нахиленим руків'ям та бічною гардою.
Серед східних різновидів шабель відзначаються у першу чергу, іранські (шамшир), котрі суттєво вплинули на розвиток кавказьких і певною мірою донських та запорозьких. Іранський різновид відзначається переважно значною кривиною леза, котра розпочинається майже від хрестовини і різко наростає у робочій частині (остання третина леза). Іранське лезо переважно позбавлене долів і сильно звужується до вістря. Руків'я переважно кістяне або рогове, не вигнуте, з довгою металевою хрестовиною та загнутою, майже перпендикулярно до леза шаблі, голівкою. Іранські шаблі — короткі і легкі (середня довжина — 80 см, а вага 500 г). Одними з найбагатше орнаментованих є дагестанські шаблі, що виробляли кубачинські майстри під впливом іранського різновиду з додаванням майже повного гравірування полотна клинка. Особливістю руків'я низки кавказьких шабель є виготовлення його з металу, прикрашеного золотою і срібною насічкою та коштовним камінням. Кінцівка руків'я має переважно вигляд голови тварини: лева, вовка, собаки чи коня. Для прикриття пальців використовують металеві ланцюги (часто зі срібла та золота).
Шаблі османського походження (килич), зокрема відомі українським козакам. Цей різновид відзначається ширшим ніж іранський клинок полотном, а також похилою кривизною, що наростає з другої третини леза. Варто наголосити і на тому, що османський різновид шаблі, як правило, відзначається наявністю елмані та куле(клюко)-подібним закінченням руків'я. Татарський різновид шаблі — «ординка» (у козаків набув значного поширення). «Ординка» дещо нагадує «Шемшир» формою і вигином клинка, але відрізняється нахиленим руків'ям та слабко загнутою голівкою.
Усі ці різновиди шабель, як використовувались, так і виготовлялись за козацьких часів. Саме їх переважно і виготовляли у відповідних збройових центрах: Львів (один із головних зброярських центрів Речі Посполитої), Кам'янець-Подільський, Чернігів, Запорізька Січ і т. ін. Для виготовлення шабель використовували як місцеву крицю, так і високоякісну імпортну. Шаблі мали різні розміри і вагу, але найпоширенішими були такі параметри: довжина 80—120 см; вага 500—1300 г; кривина 4—30 см.
Різновиди шабель:
- Шамшир
- Килич
- Гаддаре
- Тальвар
- Афганська шабля
- Угорсько-польська шабля
- Гусарська шабля
- Карабела
- Гросс-мессер
- Дюсак
- Абордажна шабля
- Шабля мамлюкского типу
- Мяо дао
- Таті
- Катана
- Одачі
- Нодаті
- Шотель
- Кракемарт
- Чечуга

## Особливості шабель в Україні
Для України вагомість шаблі посилювалась об'єктивними умовами збройного протистояння Кримському Ханству та Османській імперії, у військах котрих поширеними були шаблі. Це ж стосується Речі Посполитої і Московського царства. За козацьких часів використовували багато різновидів шабель.
Окремо потрібно наголосити на особливому значенні шаблі для козака-лицаря. Зберігаючи архаїчні традиції одухотворення навколишнього світу, у козацькому середовищі чітко фіксується особливе ставлення до шаблі, як символу військової звитяги, а отже, і приналежності до військово-лицарського стану. З часів Київської Русі маємо підтвердження клятви («роти») воїнів зброєю, котра символізувала бога воїнів Перуна. За часів більш давніх інші архаїчні індоєвропейці так само зброєю (мечем чи сокирою) символізували відповідні сакральні іпостасі.
Варто ще наголосити на надзвичайно важливій ролі шаблі у становленні та розвитку козацько-лицарського бойового мистецтва. Система прийомів шабельного бою окрім самодостатньої ваги ще й відігравала значення базових рухів для рукопашу. Слід відзначити, що козаки постійно удосконалювали свою техніку шабельного бою.
Бойові дії вершника відрізняються активним використанням стремен, котрі дозволяли підводитись та глибоко нахилятись для нанесення важких ударів, особливо проти піхотинців.
Легкість і кривина шаблі дозволяла виконувати блискавичні ковзні відбиви-відводи і удари навздогін, при цьому шабля змальовувала різноманітні кола і вісімки. Положення вістря мінялося від вертикально-вгору до вертикально-униз (зависання).
Наявність нахиленого руків'я за незначної кривини клинка, дозволяла виконувати і колючі удари, при цьому лезо розташовувалось як вертикально, так і горизонтально (іноді цей удар супроводжувався відходом — відхилянням убік і мав контр-атакувальний характер).
Характерною особливістю козацької техніки шабельного бою у пішому порядку було використання різноманітних повзунців (удари ногами у низьких положеннях, або в падінні) та ударно-захоплюючих дій вільною рукою. Питомо ж козацькою є техніка січі двома шаблями, козацькій техніці бою взагалі властиве вільне володіння обома руками, навіть у разі використання однієї шаблі, або іншої зброї.

## Інше
- Слово «шабля» вживалося як одиниця підрахунку особового складу в кавалерії[5] (аналогічно «багнету» в піхоті).

## Прислів'я
- Береженого і Бог береже, а козака шабля стереже